# Bombardier emeletes kocsi

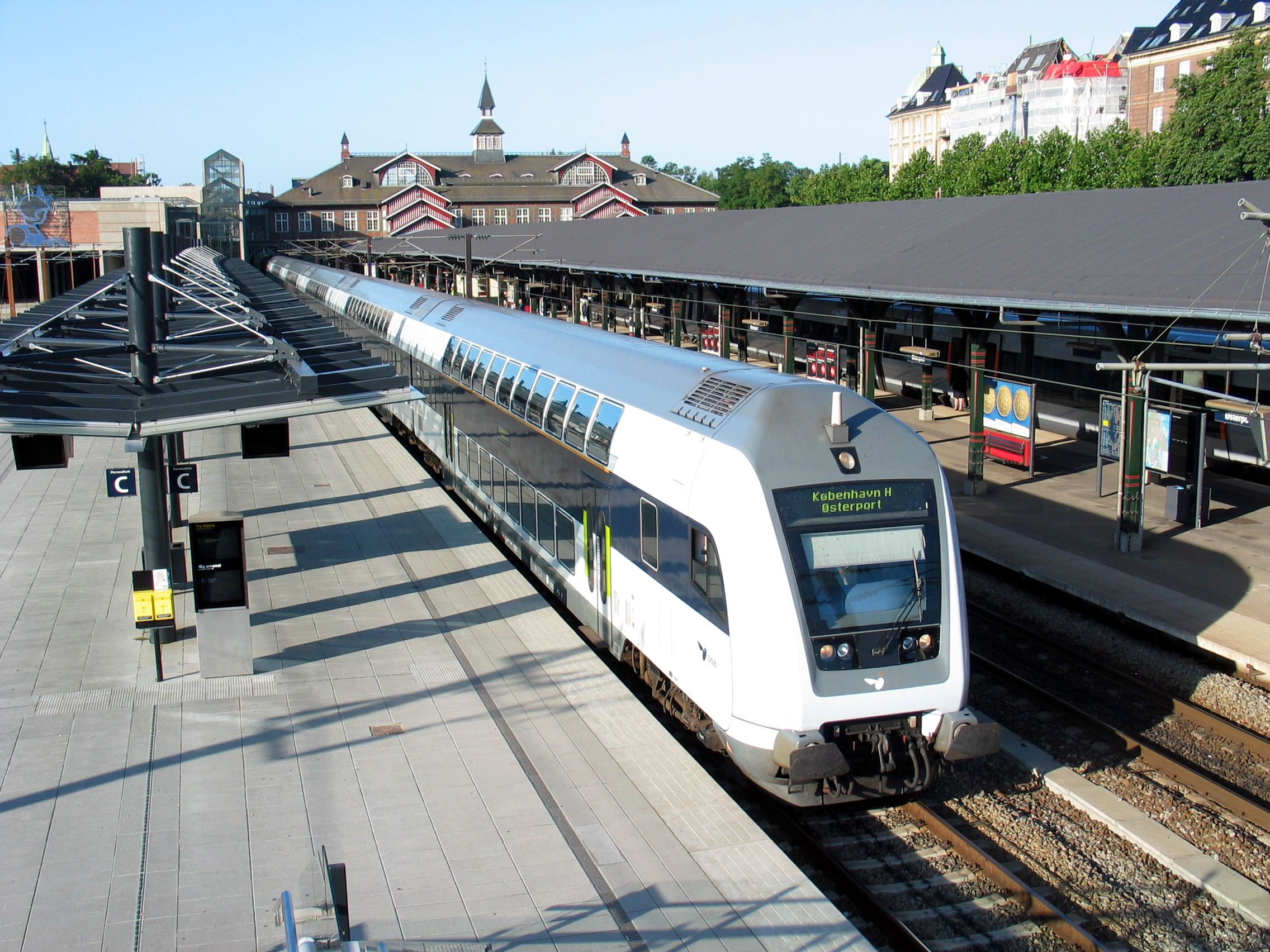
Bombardier 4. generációs emeletes vezérlőkocsi Dániában

A Bombardier emeletes-vagoncsalád kezdete a Waggonbau Görlitz gyárig nyúlik vissza. Itt már 1973-tól folyt az emeletes személykocsi gyártás Kelet-Németország, Románia, Csehszlovákia, Lengyelország és Bulgária részére. 1998-ban a gyár a Bombardier tulajdonába került. Jelenleg már az 5. generációnál, a Bombardier TWINDEXX járműcsaládnál tart a gyártás.

## Generációk

### 1. generáció

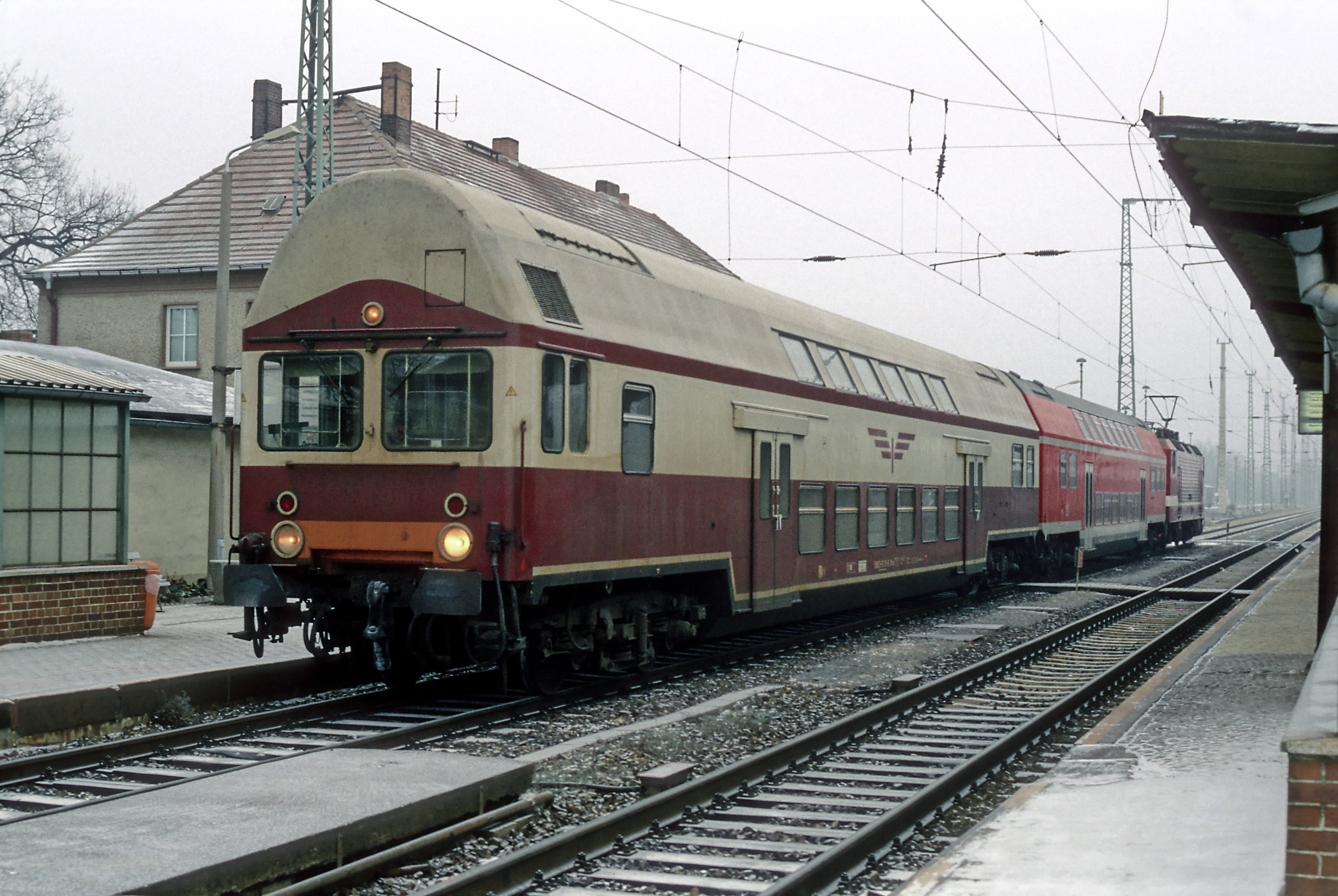
1. generációs emeletes vezérlőkocsi Calau-ban

Az első generációs emeletes kocsikat a Waggonbau Görlitz gyártotta a második világháború után 1973 és 1974 között, majd 1976 és 1991 között. Ezeket a kocsikat az NDK, Bulgária, Lengyelország, Románia és Csehszlovákia vásárolta meg.
| Sorozatszám | Vmax | Darabszám | UIC-szám | Megjegyzés   |
| ----------- | ---- | --------- | -------- | ------------ |
| 777         | 120  |           | DABbuzf  | Vezérlőkocsi |
| 778         | 140  |           | DABbuzf  | Vezérlőkocsi |

### 2. generáció

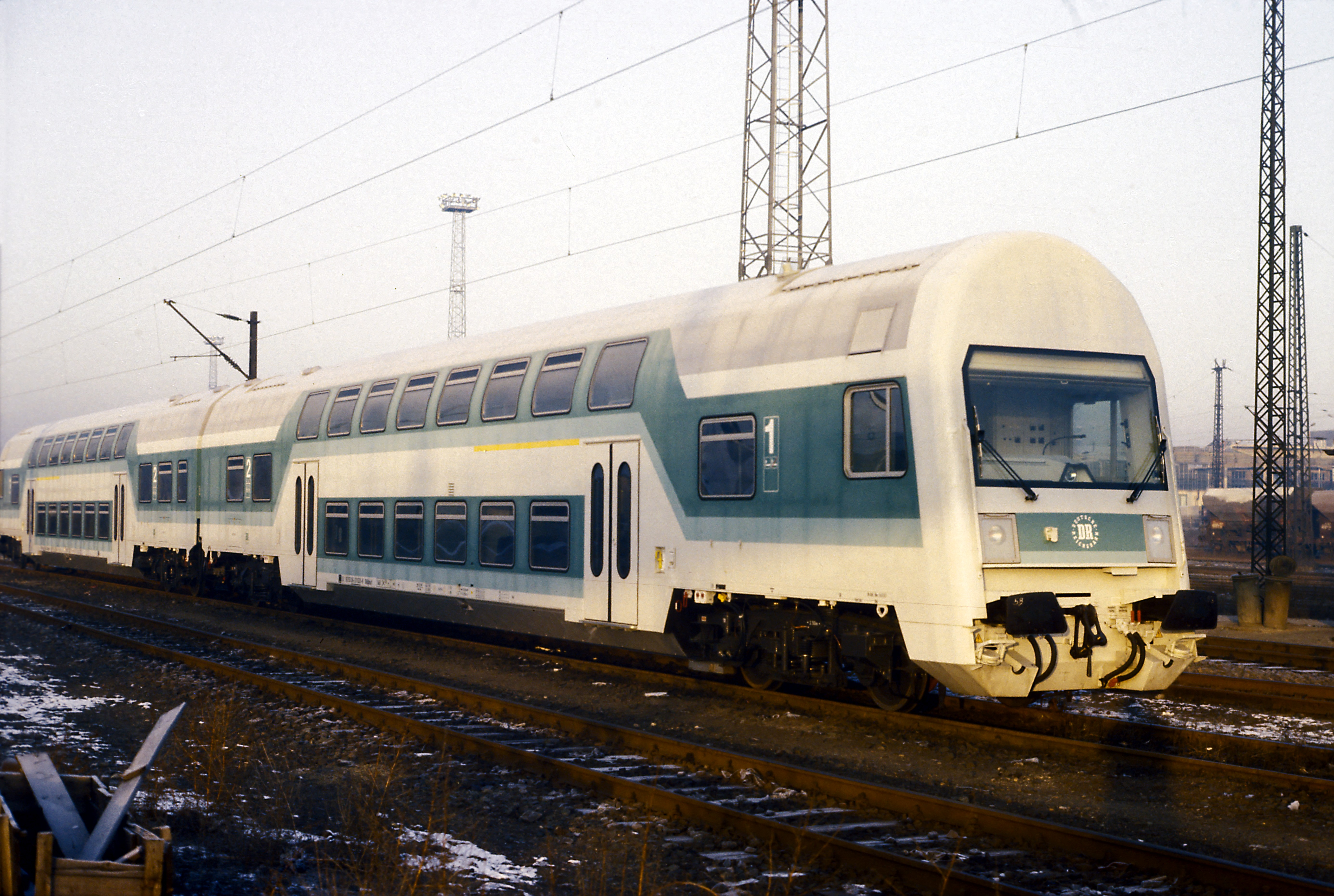
2. generációs emeletes vezérlőkocsi a kiszállításnál

Miután a Waggonbau Görlitz üzemet privatizálták, tovább folytatta a tevékenységét, mint GmbH. A közel 20 éves típust megújították. 1992 és 1993 között gyártották az új, második generációs kocsikat a Német Vasút részére. Az új kocsik sorozatszáma 760 lett.
| Sorozatszám | Vmax | Darabszám | UIC-szám | Megjegyzés   |
| ----------- | ---- | --------- | -------- | ------------ |
| 760         | 140  | 100       | DABbuzf  | Vezérlőkocsi |

### 3. generáció

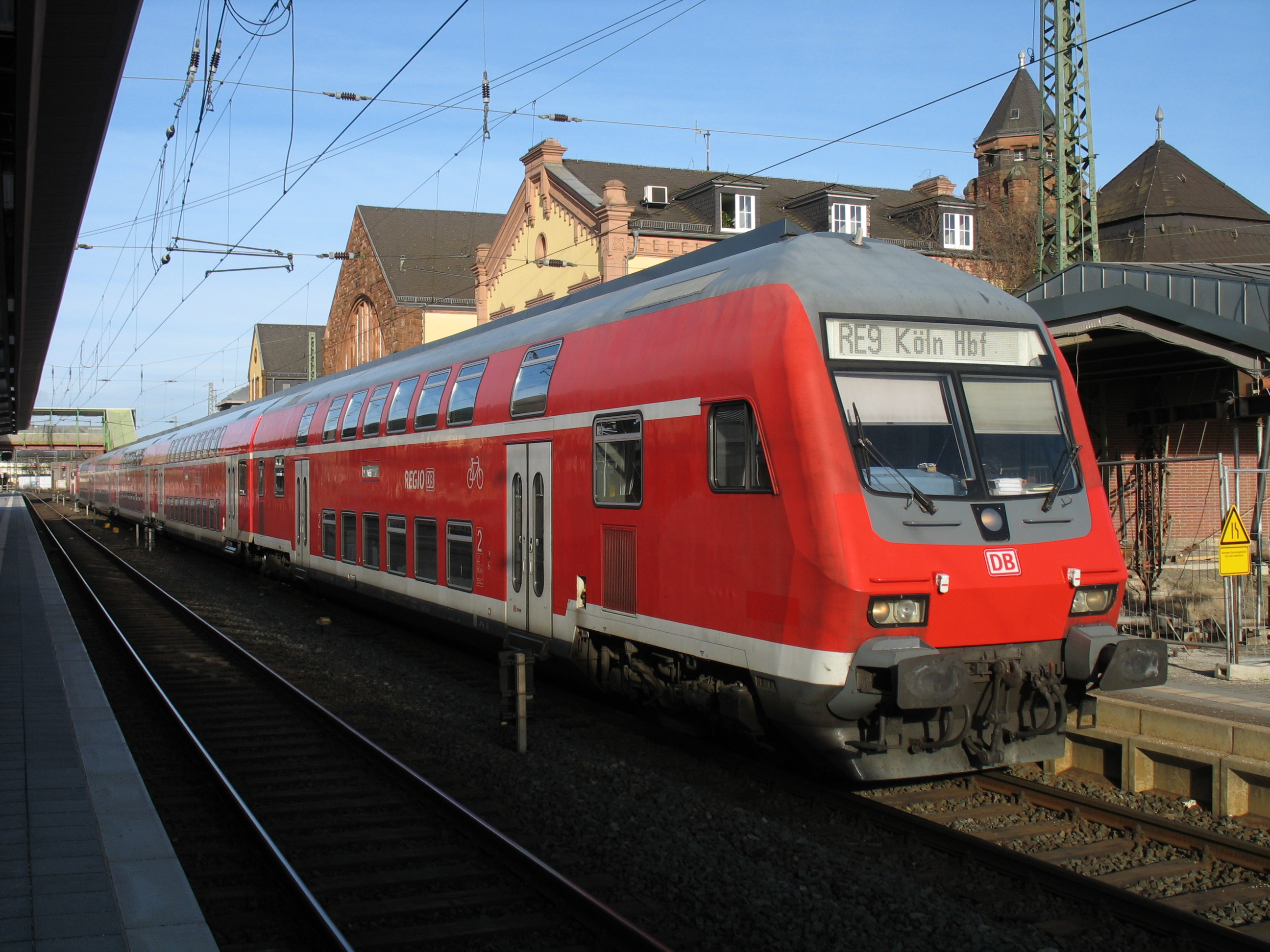
3. generációs emeletes vezérlőkocsi Gießen-ben

A Német újraegyesülés után a két Németország vasútja is egyesült 1994-ben és átalakításra került a Waggonbau Görlitz üzem is. Az új neve Görlitz DWA lett, mely a DWA AG része. A harmadik generációs emeletes kocsikat 1994 és 1997 között gyártotta a DB AG részére.
| Sorozatszám | Vmax | Darabszám | UIC-szám | Megjegyzés   |
| ----------- | ---- | --------- | -------- | ------------ |
| 761         | 140  | 58        | DABbzf   | Vezérlőkocsi |
| 762         | 140  | 31        | DABpbzf  | Vezérlőkocsi |

### 4. generáció

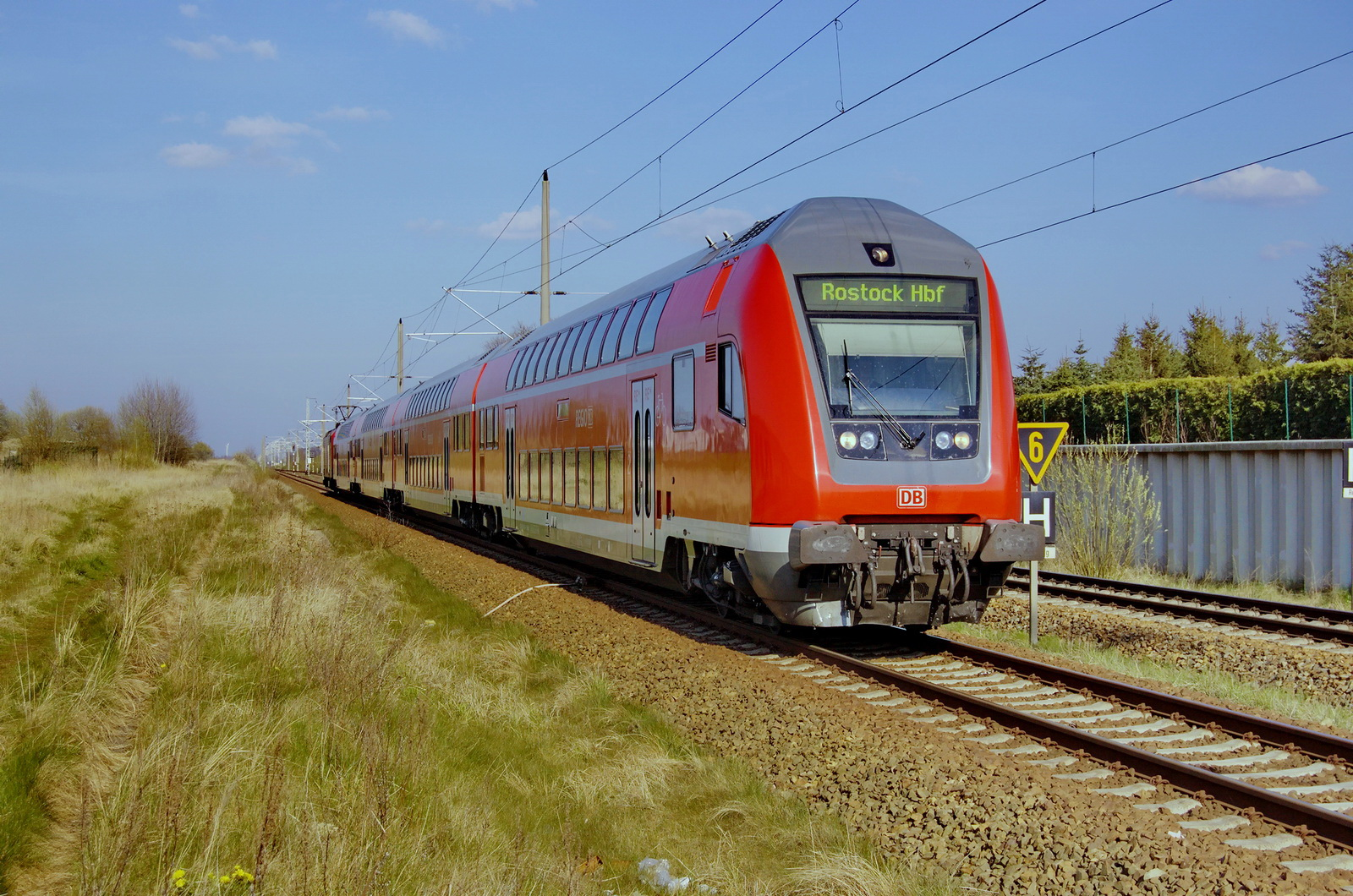
4. generációs emeletes kocsi Ribnitz-Damgarten Ost állomáson

1997-ben a DWA AG-t megvásárolta a Bombardier.  Az ebben az évben kifejlesztett negyedik generációs emeletes kocsikat 1997 és 2008 között értékesítették.
| Sorozatszám | Vmax | Darabszám | UIC-szám | Megjegyzés                         |
| ----------- | ---- | --------- | -------- | ---------------------------------- |
| 763         | 160  | 50        | DABpbzf  | Vezérlőkocsi (eredetileg 140 km/h) |
| 764         | 140  | 39        | DABpbzf  | Vezérlőkocsi                       |
| 765         | 160  | 55        | DABpbzfa | Vezérlőkocsi (eredetileg 140 km/h) |
| 766         | 160  | 55        | DABpbzfa | Vezérlőkocsi                       |
| 767         | 160  |           | DABpbzfa | Triebfahrzeug                      |

A német vasúton kívül ugyanilyeneket vásárolt Dánia és Izrael is.

#### Magyarországi alkalmazása
2006-ban a MÁV kérésére Németországból érkezett két DB 218 sorozatú mozdony két emeletes kocsival és egy hozzájuk való vezérlőkocsival Magyarországra. Három hétig járták az országot, többek között eljutottak Szegedre és Miskolcra.